# Cratere Gay-Lussac
Gay-Lussac è un cratere lunare di 25,4 km situato nella parte nord-occidentale della faccia visibile della Luna, a nord del grande cratere Copernico nelle zone collinose nei pressi dei Montes Carpatus.
Il bordo è leggermente distorto, ma relativamente circolare. Il fondo è piatto ma irregolare e senza picco centrale, ma con un paio di avvallamenti causati da piccoli crateri. Il cratere 'Gay-Lussac A' è quasi unito al bordo sud orientale.
A sudovest è presente la vasta Rima Gay-Lussac. È una struttura quasi lineare con delle curve alle estremità e segue una linea di 40 km da sudovest a nordest.
Il cratere è dedicato al fisico e chimico francese Joseph Louis Gay-Lussac.

## Crateri correlati
Alcuni crateri minori situati in prossimità di Gay-Lussac sono convenzionalmente identificati, sulle mappe lunari, attraverso una lettera associata al nome.
| Gay-Lussac | Coordinate            | Diametro (in km) |
| ---------- | --------------------- | ---------------- |
| A          | 13°10′48″N 20°22′48″W | 15,25            |
| B          | 16°12′36″N 21°10′48″W | 3,42             |
| C          | 15°25′12″N 22°33′00″W | 4,71             |
| D          | 14°34′48″N 21°03′36″W | 5,33             |
| F          | 14°00′36″N 19°39′00″W | 4,61             |
| G          | 13°51′36″N 18°53′24″W | 4,73             |
| H          | 13°24′36″N 23°19′48″W | 5,01             |
| J          | 11°21′36″N 21°51′00″W | 2,28             |
| N          | 12°37′12″N 20°55′12″W | 2,36             |